# Ischiolobos
Ischiolobos is een vliegengeslacht uit de familie van de roofvliegen (Asilidae).

## Soorten
- I. holocephaloides (Lindner, 1955)
- I. mesotopos Londt, 2005
- I. niveoscutum (Hull, 1967)
- I. notios Londt, 2005